# Anjos do sol
Anjos do sol è un film del 2006 diretto da Rudi Lagemann.
Tratta il tema dello sfruttamento della prostituzione di minori, pratica illegale ma molto diffusa in Brasile, dove, secondo quanto si dice nella stessa pellicola, sarebbero centomila le bambine e adolescenti ancora sessualmente sfruttate. La pellicola si ispira a fatti reali raccolti dal giornalista Gilberto Dimenstein e pubblicati nel libro Meninas da Noite.
Di fatto il regista aveva pensato in elaborare un documentario per rivelare la durezza e attualità del tema ma finì realizzando una pellicola di finzione per risolvere il problema di mostrare facce di minori. La pellicola è stata censurata in tutta Europa a causa della sua durezza.
È il primo lungometraggio diretto da Rudi Lagemann. Il titolo significa letteralmente "angeli del sole".

## Trama
Maria è un'adolescente di dodici anni che vive in un villaggio sperduto nel Nordest del Brasile, in una zona semidesertica e molto povera. Durante l'estate del 2002 è venduta dai genitori a un commerciante di bambine. Con lui la bambina inizia il suo viaggio verso un destino fatale: Maria arriva in una piccola città dove insieme ad altre bambine è caricata su un camion, dentro una gabbia, che le porta fino in Amazzonia dove viene venduta a un uomo che la compra per il compleanno del figlio. Insoddisfatto della ragazza, l'uomo la porta in un piccolo paese dove Maria è venduta a Saraiva, il proprietario della “casa vermelha”, un prostibolo per il riposo settimanale dei maderistas, un luogo dove le ragazze devono prostituirsi a centinaia di uomini. Disperata per tanti abusi, nei primi giorni Maria tenta fuggire con una compagna, Inês, ma le giovani sono scoperte e costrette a tornare alla vita di abusi, punizioni e ingiustizie, non senza prima aver ricevuto una punizione esemplare: mentre a María risparmiano la vita, la sua amica, per il suo atteggiamento più sfacciato, sarà uccisa, trascinata con un veicolo su una strada sterrata.

## Pre-produzione
Il regista Lagemann ha scritto anche la sceneggiatura di Anjos do Sol a partire da articoli di notizie reali apparse in vari giornali brasiliani, testi di ONG e altre entità che lavorano con questo tema, interviste con terapeuti e medici che anch'essi lavorano in questo ambito e utilizzando informazioni di documentari su questo argomento.
L'idea è iniziata a partire da un articolo che raccontava la vita di una ragazza che veniva chiamata “50 centavos” (50 centesimi) che era il prezzo che la bambina riscuoteva per un servizio sessuale in una piccola città del Pernambuco. I dialoghi sono stati scritti a partire da vari documenti che raccontano le storie delle bambine, cosicché il regista ha potuto captare la loro maniera di parlare, il gergo utilizzato e la maniera in cui nascondevano le verità e le bugie che raccontavano.
Il cast è composto da alcuni attori famosi ma anche altri sconosciuti. Lagemann dichiara avere scritto i ruoli di Tadeu e Saraiva per gli attori che effettivamente li hanno interpretati: Chico Díaz e Antonio Calloni. In quanto a Darlene Gloria (nel ruolo di Vera) è stato sorprendente il suo ritorno al cinema dopo anni di assenza dopo la sua conversione alla religione evangelica. Bianca Comparato (Inês), secondo quanto dichiara Lagemann, fu scelta non tanto per la sua fama, ma per il suo talento, anche perché hanno dovuto imbruttire il suo aspetto fisico perché era molto sensuale, secondo il regista. Fernanda Carvalho (Maria), che è la protagonista e grande rivelazione del film, fu scelta tra settecento bambine che inviarono la propria candidatura. Aveva iniziato la sua carriera in teatro, caratteristica che Lagemann cercava per evitare di scegliere una protagonista già conosciuta.
Le prove con gli attori hanno costituito buona parte del lavoro, le attrici hanno lavorato a lungo con il regista, vedendo documentari sulla prostituzione in India e anche film di finzione che non avevano niente che vedere con il tema come nel caso di Encantadora de Baleias, in cui pure era protagonista una bambina di dodici anni (Keisha Castle-Hughes).
Il problema di lavorare su una questione così dura come il commercio sessuale con un cast composto in parte da minori di età ha obbligato Lagemann a cercare di prevenire possibili traumi psicologici per le attrici. Per questo ha contrattato due preparatrici di cast, Paloma Riani e Helena Varvaki, in appoggio alle ragazze. Il lavoro che hanno fatto è stato anche corporeo, affinché le attrici potessero entrare realmente nel personaggio. Inoltre i genitori hanno sempre seguito le attrici nel processo di preparazione della film: le hanno accompagnate alle prove e alle riprese e hanno letto la sceneggiatura prima delle ragazze. Inoltre Lagemann inviò la sceneggiatura e le informazioni sul progetto al “Juizado dei Minori di Rio” che autorizzò il progetto, considerandolo un lavoro serio e non sensacionalista.

## Produzione
La sceneggiatura di Anjos do Sole fu il risultato di una ricerca di nove anni e ricevette uno stimolo importante quando fu analizzato da un laboratorio dell'Istituto Sundance di Rio de Janeiro. Ciò nonostante il “Grife Sundance” non finanziò il film e il progetto rimase fermo un anno e tornò a essere toccato solo quando Anjos do Sole vinse un concorso del Ministero della Cultura per produzioni di basso costo in cui ottenne 800.000 reais. Il finanziamento finale fu di circa 1,5 milioni di reais. Oltre al Ministero della Cultura, altri finanziatori furono la casa di produzione CaradeCao (400 000 reais), la co-produttrice Globo Films (100 000 reais) e la vendita dei diritti del DVD (200 000 reais).
Il basso budget costrinse la troupe a ricevere compensi quasi simbolici. Inoltre la macchina da presa e le luci sono state prestate rispettivamente dalla VideoFilmes e da Apema (questa ultima entrò come produttrice associata del film). Il denaro si spese in quello che era imprescindibile comprare: negativo, benzina e cibo.
Le riprese durarono sei settimane: una a Bahia e cinque a Rio de Janeiro. Solo le scene iniziali, sulla spiaggia e tra i cactus sono state girate in location in esterno, mentre il resto è stato girato in una location ricostruita. Il basso budget ha costretto alla ricerca di soluzioni economiche: per questo lo scenografo (Levi Domingos) è riuscito ad ottenere tre furgoni di legno che sono stati collocati dentro un manicomio a Rio de Janeiro; le tre settimane di riprese a Rio sono state condivise con i malati dell'ospedale psichiatrico, compromesso necessario per risolvere il problema della scarsità di fondi. Oltretutto, trattandosi di un luogo reale, si presentarono problemi per i rumori provocati dal passaggio di gente e autobus nella strada che appare nel film. Come conseguenza Lagemann dovette pianificare dove collocare la camera e lavorare molto con la squadra per trovare soluzioni.

## Il messaggio simbolico e la denuncia
Il proposito fondamentale del film era di creare un dibattito, provocare qualcosa, dare un nome a una realtà ancora nascosta e sconosciuta. È per questo che Lagemann scelse di realizzare un film di finzione e non un documentario con le facce delle vittime coperte o sfocate: perché sostiene che, se non si vedono le facce, si mantiene una distanza di fronte al problema. L'obiettivo fu quello di dare un volto al problema affinché risultasse più evidente.
Lagemann dichiara che il film può leggersi come una metafora dell'evoluzione storica del Brasile perché Bahia, che appare nella prima parte rappresenterebbe il luogo di arrivo di Cabral; successivamente il film si muove verso l'internl del paese, l'Amazzonia, come i pionieri che arrivarono alla foresta, e infine appare Rio de Janeiro come emblema delle migrazioni verso le grandi città.
Il tema sociale nel cinema brasiliano non è una novità: tra le altre è presente in film eccezionali come City of God (Cidade de Deus) e Rio, 40 Graus. Lagemann mette in luce il fatto che in Brasile si può realizzare solo un cinema militante contro la violenza. Ciò nonostante ci sono cose che il pubblico non vuole vedere, perché sono troppo sordide (come una bambina di 4 o 5 anni che si prostituisce) e pertanto il lavoro della troupe è stato quello di cercare di vincere il naturale rifiuto dello spettatore di fronte a un argomento così duro, creando un'atmosfera estetica più delicata.
Il film ha avuto un grande successo in Brasile: Lagemann dichiara di avere passato dopo le riprese un periodo lavorando con organizzazioni ed enti pubblici che si stanno mobilitando per migliorare la legislazione contro il traffico di esseri umani e la prostituzione infantile.
In Europa, il film è stato censurato e non è stato distribuito nelle sale. Il regista ha ricevuto alcune proposte di commercializzazione internazionale del film ma ancora non sono state concretizzate. È disponibile il DVD del film in lingua originale con sottotitoli in portoghese e inglese.

## Aspetti tecnici
Il film è stato girato con una macchina 35 millimetri che contribuisce a dargli un'aria più autentica e vera. È stata filmata in video HD 1080p widescreen per proiezione cinematografica ma esiste anche una versione 4:3 per la trasmissione televisiva.
Malgrado il tema trattato sia duro e mostri una realtà crudele, Lagemann ha scelto di trattare l'immagine in maniera delicata ed esteticamente gradevole. Contribuisce a ciò il trattamento fotografico. Il proposito di Lagemann era quello di rendere un po' più digerible una realtà così sordida e crudele. Dichiara anche che il suo proposito è stato di dare credibilità e un'aria documentaristica. Tutto questo sempre con l'intenzione di catturare un pubblico che non è preparato ad affrontare la durezza della realtà e che, come dichiara lo stesso Lagemann, necessita di vedere la realtà ammorbidita.
Alcuni aspetti tecnici si ripetono nel corso di tutto il film come per esempio la macchina da presa che ruota intorno ai primi piani delle bambine, presente a partire dal momento dell'abbandono dei genitori da parte di Maria, e che prepara anche il clímax di intensità della scena della punizione di Inês e che si ripresenta alla fine del film.
Lagemann afferma di essere abituato a girare velocemente, con pochi take, soprattutto lavorando con delle bambine. A ciò contribuisce sicuramente la sua lunga preparazione prima di trovarsi di fronte al suo primo lungometraggio: per anni aveva lavorato compiuto regia in 20 film e aveva già diretto più di 300 spot pubblicitarii.

## Musica
La musica del film è stata composta da Felipe Radicetti, Flu e Nervoso sotto le indicazioni dello stesso regista, Rudi Lagemann. Oltre alle musiche composte specialmente per la pellicola appaiono pezzi di Bach, Eliezer Setton e Francisco João.

## Premi
- FESTIVAL INTERNAZIONALE DI CINEMA DI MIAMI (2006) 
  - Migliore Film Iberoamericano – vinse il premio di Júri Popolare
- Festival de Gramado (2006)
  - Miglior Film
  - Migliore Sceneggiatura
  - Miglior Montaggio
  - Migliore Attore (Antonio Calloni)
  - Migliore Attore Secondario (Octávio Augusto)
  - Migliore Attrice Secondaria (Mary Sheila)
- PREMIO ACIE DI CINEMA
  - Miglior Attore (Antonio Calloni)
- PREMIO CONTIGO!
  - Migliore Attore Secondario (Antonio Calloni)
- Golden Kikito 2006